# Єлінка
Єлінка (рос. Елинка) — річка в Росії й Україні у Климовському й Сновському районах Брянської й Чернігівської областей. Ліва притока річки Снов (басейн Десни).

## Опис
Довжина річки приблизно 13 км, найкоротша відстань між витоком і гирлом — 8,72  км, коефіцієнт звивистості річки — 1,49 . Формується багатьма струмками та загатами. Має ліву притоку — річка Бойова.

## Розташування
Бере початок на південно-східній стороні від села Хоромноє (Климовський район Брянської області) у заболоченій місцині. Спочатку тече переважно на південний захід і у селі Єліне повертає і тече переважно на північний захід і на південно-західній стороні від села Спаський на державному кордоні Росії з Україною впадає у річку Снов, праву притоку Десни.

## Цікаві факти
- Річка тече постійно по заболоченій місцині[2].
- У селі Єліне на лівому березі річки розташований обласний музейно-меморіальний комплекс партизанської слави «Лісоград»[3][4].